# Принц Чарлс (острво)

Острво Принц Чарлс (енгл. Prince Charles Island) је једно од већих острва у канадском арктичком архипелагу. Острво је у саставу канадске територије Нунавут. 
Површина износи око 9521 km².
Острво је ненасељено и откривено тек 1948. из авиона Авро Ланкастер који је надлијетао то подручје. Добило је име по енглеском принцу Чарлсу, који је рођен те године. 